# حنش
الحَفِث أو الحِفْث أو الحُفَّاث أو الحِنْفِش أو الحِنْفِيش أو الحَنَش (الاسم العلمي: Coluber) هو جنس من الزواحف يتبع الفصيلة الأحناش من رتبة الحرشفيات.

## أنواع الحنش
- حنش أبقع البطن
- حنش أحمر الرأس
- حنش أندرياس
- حنش أنيق
- حنش توماسي
- حنش سميثي
- حنش سينائي
- حنش صومالي
- حنش قصير
- حنش متغير
- حنش مخطط الذيل
- حنش نحيل